# Futbol'nyj Klub Dynamo Kyïv 2024-2025
Questa voce raccoglie le informazioni riguardanti il Futbol'nyj Klub Dynamo Kyïv, meglio conosciuta come Dinamo Kiev, nelle competizioni ufficiali della stagione 2024-2025.

## Stagione
La stagione 2024-2025 vede la 34ª partecipazione alla Prem"jer-liha per la Dinamo Kiev, che conferma in panchina il tecnico Oleksandr Šovkovs'kyj. La squadra di Kiev, dopo aver concluso il campionato precedente in seconda posizione, accede ai preliminari di Champions League. Il primo impegno ufficiale dei bianco-blu è l'incontro casalingo valido per il secondo turno di qualificazioni contro i serbi del Partizan. La Dinamo si aggiudica sia la gara d'andata, con un tennistico 6-2, sia quella di ritorno, a Belgrado, 3-0. Il debutto in campionato vede la Dinamo vincere a domicilio per 2-1 col Veres Rivne.
Il 13 agosto la Dinamo espugna lo stadio degli scozzesi del Rangers, superando il terzo turno preliminare con un risultato aggregato di 3-1. Il 21 agosto arriva la prima sconfitta stagionale per la Dinamo, che viene battuta per 2-0 dal Salisburgo complicando il superamento del turno di Champions League. Sei giorni dopo gli uomini di Šovkovs'kyj non vanno oltre l'1-1 alla Red Bull Arena e vengono eliminati agli spareggi di Champions, accedendo così alla fase campionato di UEFA Europa League. L'esordio nella fase campionato non sorride agli uomini di Šovkovs'kyj, che vengono sconfitti dagli italiani della Lazio per 3-0 con tutte le reti segnate già nel primo tempo.
Il 27 ottobre termina sull'1-1 l'andata del derby d'Ucraina con lo Šachtar. L'esordio in coppa d'Ucraina vede la vittoria ai supplementari della Dinamo in casa del Vorskla per 2-1. Il 12 dicembre la Dinamo Kiev incassa la sesta sconfitta su altrettante partite di Europa League e viene eliminata dalla competizione con due turni di anticipo. Il 16 dicembre la Dinamo gioca l'ultima partita del 2024, prima della lunga pausa invernale, battendo 1-0 il Veres e rimanendo saldamente al comando con cinque punti sull'Oleksandrija. Il 30 gennaio si conclude la fase campioanto dell'Europa League, con la Dinamo che vince la sua prima partita in competizione, battendo di misura i lettoni del RFS Riga.
Il 2 aprile la Dinamo Kiev ha la meglio sul Ruch L'viv, nella gara valida per i quarti di finale di coppa ucraina. Il 12 aprile la squadra della capitale si porta a +6 sull'Oleksandrija, grazie alla vittoria esterna per 2-0 sul Kryvbas Kryvyj Rih e al contestuale pareggio del team allenato da Ruslan Rotan'. Il 23 aprile la Dinamo supera le semifinali di coppa nazionale battendo per 4-1 il Bukovyna Černivci. Il 14 maggio la Dinamo perde la finale di Coppa di Ucraina ai rigori contro lo Šachtar. Il 24 maggio si conclude la stagione della Dinamo Kiev, con la vittoria del 17º campionato ucraino. Vladyslav Vanat, con 17 reti, si laurea capocannoniere della Prem"jer-liha per il secondo anno consecutivo.

## Maglie e sponsor

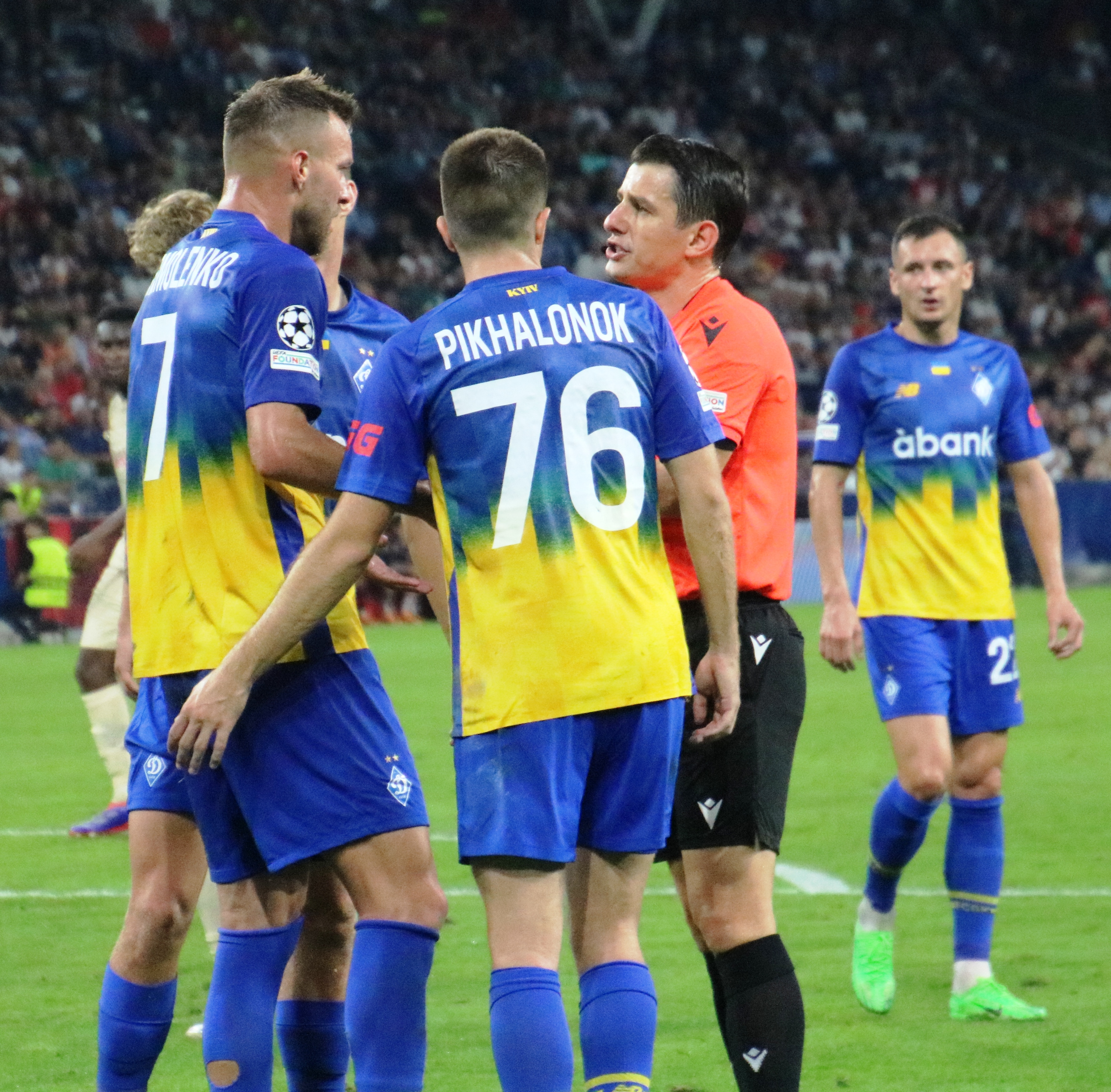
Alcuni giocatori della Dinamo Kiev con indosso la seconda maglia

Lo sponsor tecnico per la stagione 2024-2025 è New Balance, mentre gli sponsor ufficiali sono FavBet, presente con un piccolo logo nella parte superiore dello stemma e con una scritta più grande sul retro sotto il numero di maglia, e ABank24, presente al centro sul fronte della divisa. La prima maglia riporta i tipici colori bianco e blu, con la bandiera dell'Ucraina stilizzata. La seconda maglia riprende totalmente la bandiera nazionale.
|  | Casa |  | Trasferta |  | Terza maglia |

## Organigramma societario
Dal sito internet ufficiale della società.
Area direttiva
- Presidente: Ihor Surkis

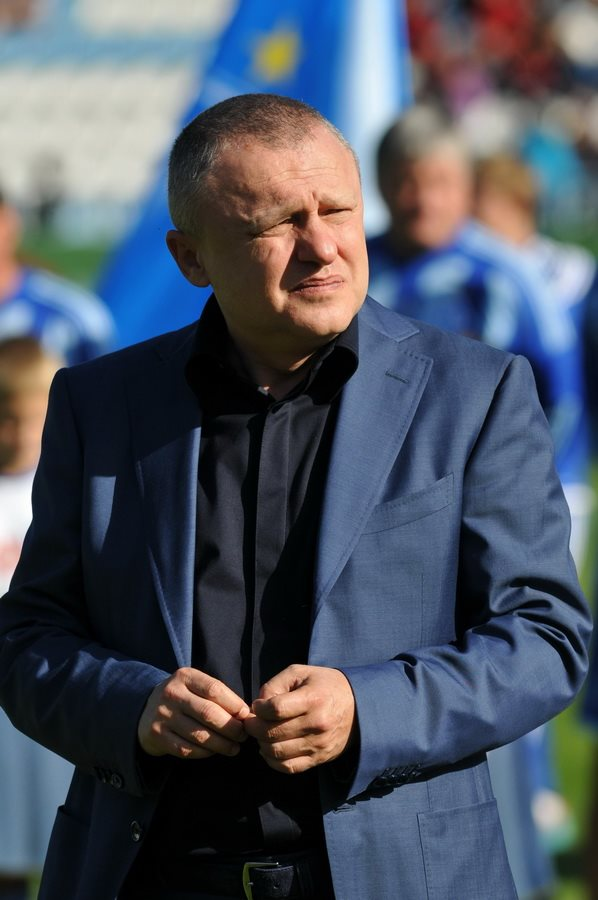
Il presidente della Dinamo Kiev, Ihor Surkis

- Primo Vicepresidente: Vitalii Sivkov
- Direttore generale: Rezo Chokhonelidze
- Direttore sportivo: Volodymyr Bezsonov
- Consulente del management: Artem Kravec'
- Vicepresidenti: Oleksij Palamarčuk, Oleksij Semenenko, Andrij Madzjanovs'kyj, Mark Ginzburg
- Vicedirettore generale: Serhij Mochnyk

Area tecnica
- Allenatore: Oleksandr Šovkovs'kyj
- Allenatore in seconda: Emil Caras

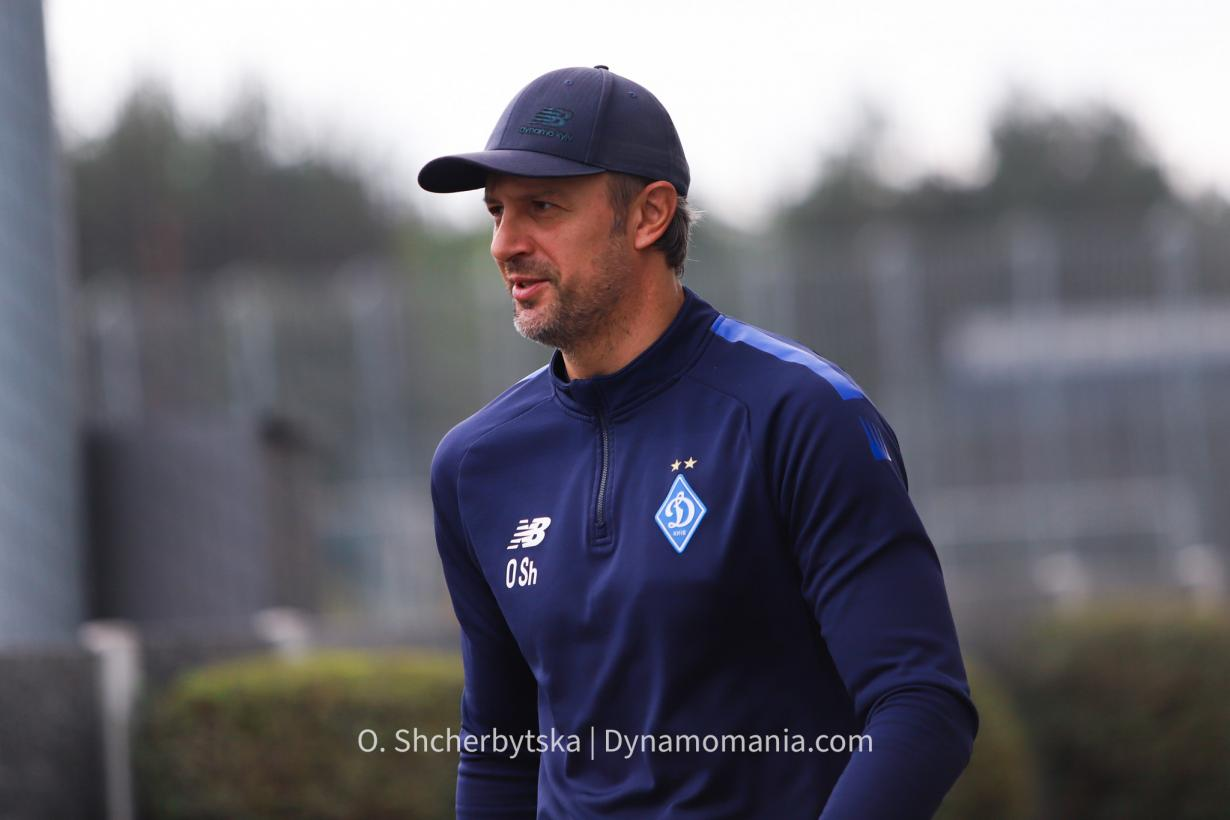
L'allenatore della Dinamo Kiev, Oleksandr Šovkovs'kyj

- Assistenti: Oleh Husjev, Serhij Fedorov
- Preparatore dei portieri: Mychajlo Mychajlov
- Preparatori atletici: Vitalij Kulyba, Volodymyr Jarmošuk, Serhij Mkrtčan, Oleksandr Vasyljev
- Coordinatore settore giovanile: Oleksandr Iščenko

Area sanitaria
- Fisioterapisti: Ihor Šmorhun, Anatolij Žučka, Andrij Šmorhun, Ihor Konivec'
- Staff medico: Serhij Kravčenko, Andrij Soldatkin, Andrij Sobčenko, Vasyl' Jaščenko, Anatolij Sosinovyč

Area marketing
- Gruppo analitico: Olexandr Kozlov, Anatolij Kroščenko
- Direttore Dynamo TV: Serhij Polchovs'kyj
- Capo del Fan club: Serhij Michajlenko

Area amministrativa
- Amministrazione: Olexandr Lemiško, Viktor Kašpur, Dmytro Snitkin, Dmytro Lobanov
- Manager: Anatolij Volk
- Avvocato: Dmytro Brif

Area Scout
- Osservatore: Jevhen Chačeridi

## Rosa

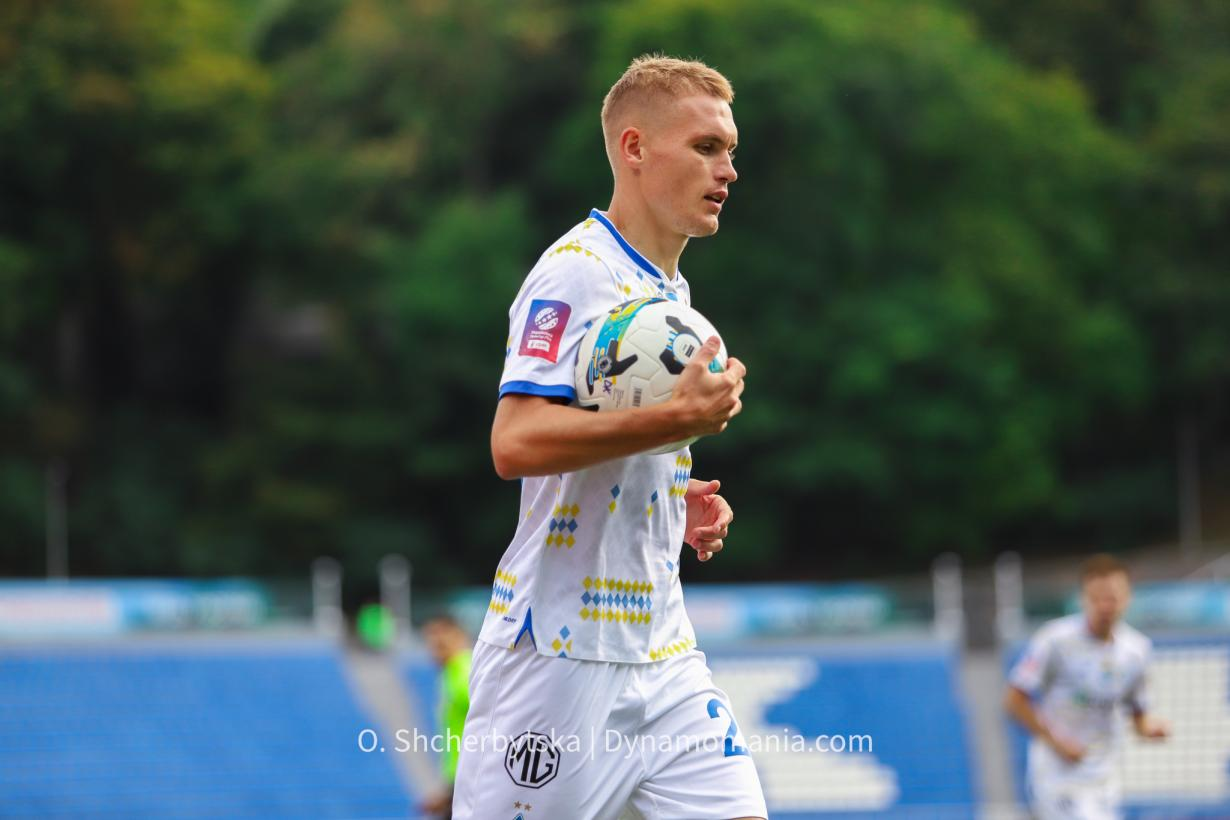
Vitalij Bujal's'kyj, alla sua seconda stagione come capitano della Dinamo Kiev

Rosa e numerazione, tratte dal sito ufficiale della Dynamo Kyïv.
| N. |                     | Ruolo | Calciatore                        |
| -- | ------------------- | ----- | --------------------------------- |
| 1  | Ucraina (bandiera)  | P     | Heorhij Buščan                    |
| 2  | Ucraina (bandiera)  | D     | Kostjantyn Vivčarenko             |
| 3  | Ucraina (bandiera)  | D     | Maksym Djačuk                     |
| 4  | Ucraina (bandiera)  | D     | Denys Popov                       |
| 6  | Ucraina (bandiera)  | C     | Volodymyr Bražko                  |
| 7  | Ucraina (bandiera)  | A     | Andrij Jarmolenko (vice capitano) |
| 8  | Ucraina (bandiera)  | C     | Volodymyr Šepeljev                |
| 9  | Ucraina (bandiera)  | A     | Nazar Vološyn                     |
| 10 | Ucraina (bandiera)  | C     | Mykola Šaparenko                  |
| 11 | Ucraina (bandiera)  | A     | Vladyslav Vanat                   |
| 15 | Ucraina (bandiera)  | C     | Valentyn Rubčyns'kyj              |
| 17 | Suriname (bandiera) | C     | Justin Lonwijk                    |
| 17 | Colombia (bandiera) | A     | Ángel Torres                      |
| 18 | Ucraina (bandiera)  | C     | Oleksandr Andrijevs'kyj           |
| 20 | Ucraina (bandiera)  | C     | Oleksandr Karavajev               |
| 21 | Ucraina (bandiera)  | A     | Vladyslav Suprjaha                |
| 22 | Ucraina (bandiera)  | C     | Vladyslav Kabajev                 |

| N. |                     | Ruolo | Calciatore                     |
| -- | ------------------- | ----- | ------------------------------ |
| 23 | Ucraina (bandiera)  | D     | Navin Malyš                    |
| 24 | Ucraina (bandiera)  | D     | Oleksandr Tymčyk               |
| 27 | Ucraina (bandiera)  | D     | Valerij Lučkevyč               |
| 28 | Colombia (bandiera) | D     | Brayan Ceballos                |
| 29 | Ucraina (bandiera)  | C     | Vitalij Bujal's'kyj (capitano) |
| 32 | Ucraina (bandiera)  | D     | Taras Mychavko                 |
| 35 | Ucraina (bandiera)  | P     | Ruslan Neščeret                |
| 39 | Panama (bandiera)   | A     | Eduardo Guerrero               |
| 40 | Ucraina (bandiera)  | D     | Kristian Bilovar               |
| 44 | Ucraina (bandiera)  | D     | Vladyslav Dubinčak             |
| 45 | Ucraina (bandiera)  | D     | Maksym Braharu                 |
| 51 | Ucraina (bandiera)  | P     | Valentyn Morhun                |
| 74 | Ucraina (bandiera)  | P     | Denys Ihnatenko                |
| 76 | Ucraina (bandiera)  | C     | Oleksandr Pichal'onok          |
| 91 | Ucraina (bandiera)  | C     | Mykola Mychajlenko             |
| 99 | Ucraina (bandiera)  | A     | Matvij Ponomarenko             |

### Formazione tipo
La squadra di Šovkovs'kyj è stata schierata per lo più col classico 4-4-2, con gli esterni alti quasi a formare un 4-2-4 o un 4-2-3-1.
| Formazione tipo | Giocatori (presenze)     |
| --- | ------------------------ |
| Neščeret Mychavko Popov Tymčyk Dubinčak Šaparenko Mychajlenko Kabajev Jarmolenko Bujal's'kyj Vanat | Ruslan Neščeret (18)     |
| Neščeret Mychavko Popov Tymčyk Dubinčak Šaparenko Mychajlenko Kabajev Jarmolenko Bujal's'kyj Vanat | Oleksandr Tymčyk (29)    |
| Neščeret Mychavko Popov Tymčyk Dubinčak Šaparenko Mychajlenko Kabajev Jarmolenko Bujal's'kyj Vanat | Taras Mychavko (39)      |
| Neščeret Mychavko Popov Tymčyk Dubinčak Šaparenko Mychajlenko Kabajev Jarmolenko Bujal's'kyj Vanat | Denys Popov (35)         |
| Neščeret Mychavko Popov Tymčyk Dubinčak Šaparenko Mychajlenko Kabajev Jarmolenko Bujal's'kyj Vanat | Vladyslav Dubinčak (31)  |
| Neščeret Mychavko Popov Tymčyk Dubinčak Šaparenko Mychajlenko Kabajev Jarmolenko Bujal's'kyj Vanat | Mykola Šaparenko (38)    |
| Neščeret Mychavko Popov Tymčyk Dubinčak Šaparenko Mychajlenko Kabajev Jarmolenko Bujal's'kyj Vanat | Mykola Mychajlenko (30)  |
| Neščeret Mychavko Popov Tymčyk Dubinčak Šaparenko Mychajlenko Kabajev Jarmolenko Bujal's'kyj Vanat | Andrij Jarmolenko (33)   |
| Neščeret Mychavko Popov Tymčyk Dubinčak Šaparenko Mychajlenko Kabajev Jarmolenko Bujal's'kyj Vanat | Vitalij Bujal's'kyj (40) |
| Neščeret Mychavko Popov Tymčyk Dubinčak Šaparenko Mychajlenko Kabajev Jarmolenko Bujal's'kyj Vanat | Vladyslav Kabajev (48)   |
| Neščeret Mychavko Popov Tymčyk Dubinčak Šaparenko Mychajlenko Kabajev Jarmolenko Bujal's'kyj Vanat | Vladyslav Vanat (45)     |
| Altri giocatori: Nazar Vološyn (40), Volodymyr Bražko (36), Oleksandr Pichal'onok (33), Valentyn Rubčyns'kyj (30), Kostjantyn Vivčarenko (29), Kristian Bilovar (29), Oleksandr Karavajev (29), Eduardo Guerrero (27), Maksym Braharu (24), Maksym Djačuk (14), Matvij Ponomarenko (5), Roman Salenko (4), Valerij Lučkevyč (3), Valentyn Morhun (3). |                          |

## Calciomercato

### Sessione estiva
| Acquisti         | Acquisti                | Acquisti           | Acquisti                   |
| R.               | Nome                    | da                 | Modalità                   |
| ---------------- | ----------------------- | ------------------ | -------------------------- |
| D                | Maksym Braharu          | Čornomorec'        | definitivo (0,3 milioni €) |
| D                | Brayan Ceballos         | Fortaleza          | prestito                   |
| C                | Justin Lonwijk          | Fortuna Sittard    | fine prestito              |
| C                | Mykola Mychajlenko      | Zorja              | fine prestito              |
| C                | Oleksandr Pichal'onok   | Dnipro-1           | definitivo (2,5 milioni €) |
| C                | Valentyn Rubčyns'kyj    | Dnipro-1           | definitivo (1 milione €)   |
| A                | Eduardo Guerrero        | Zorja              | definitivo (2,5 milioni €) |
| Altre operazioni |                         |                    |                            |
| R.               | Nome                    | da                 | Modalità                   |
| D                | Anton Bol'              | Zorja              | fine prestito              |
| D                | Tomasz Kędziora         | PAOK               | fine prestito              |
| D                | Mykyta Kravčenko        | Polіssja Žytomyr   | fine prestito              |
| C                | Viktor Blizničenko      | Kryvbas Kryvyj Rih | fine prestito              |
| C                | Serhij Buleca           | Zagłębie Lubin     | fine prestito              |
| C                | Mikkel Duelund          | Aarhus             | fine prestito              |
| C                | Aleksandre Peikrishvili | Dinamo Tbilisi     | definitivo (0,3 milioni €) |
| C                | Giorgi Ts'it'aishvili   | Dinamo Batumi      | fine prestito              |
| A                | Kaheem Parris           | Sabah              | fine prestito              |
| A                | Eric Ramírez            | Atlético Nacional  | fine prestito              |
| A                | Gerson Rodrigues        | Slovan Bratislava  | fine prestito              |

| Cessioni         | Cessioni                | Cessioni               | Cessioni                         |
| R.               | Nome                    | a                      | Modalità                         |
| ---------------- | ----------------------- | ---------------------- | -------------------------------- |
| D                | Oleksandr Syrota        | Maccabi Haifa          | prestito oneroso (0,5 milioni €) |
| C                | Benito                  | Zorja                  | prestito                         |
| C                | Samba Diallo            | Hapoel Gerusalemme     | prestito                         |
| C                | Justin Lonwijk          | Viborg                 | prestito                         |
| A                | Vladyslav Suprjaha      | Zorja                  | prestito                         |
| Altre operazioni |                         |                        |                                  |
| R.               | Nome                    | a                      | Modalità                         |
| D                | Anton Bol'              |                        | svincolato                       |
| D                | Oleksij Husjev          | Zorja                  | prestito                         |
| D                | Tomasz Kędziora         | PAOK                   | definitivo (0,4 milioni €)       |
| D                | Mykyta Kravčenko        | Oleksandrija           | gratuito                         |
| C                | Viktor Blizničenko      | Obolon'                | gratuito                         |
| C                | Serhij Buleca           | Lechia Danzica         | prestito                         |
| C                | Anton Carenko           | Lechia Danzica         | prestito                         |
| C                | Mikkel Duelund          |                        | svincolato                       |
| C                | Aleksandre Peikrishvili | Dinamo Tbilisi         | prestito                         |
| C                | Giorgi Ts'it'aishvili   | Granada                | prestito                         |
| A                | Kaheem Parris           | Sabah                  | definitivo (0,6 milioni €)       |
| A                | Eric Ramírez            | Tigre                  | prestito                         |
| A                | Gerson Rodrigues        | Guangxi Pingguo Haliao | prestito                         |

### Sessione invernale
| Acquisti         | Acquisti         | Acquisti               | Acquisti      |
| R.               | Nome             | da                     | Modalità      |
| ---------------- | ---------------- | ---------------------- | ------------- |
| D                | Valerij Lučkevyč | Kolos Kovalivka        | gratuito      |
| A                | Ángel Torres     |                        | svincolato    |
| Altre operazioni |                  |                        |               |
| R.               | Nome             | da                     | Modalità      |
| C                | Benito           | Zorja                  | fine prestito |
| C                | Vikentij Vološyn | Zorja                  | fine prestito |
| A                | Gerson Rodrigues | Guangxi Pingguo Haliao | fine prestito |
| A                | Vitinho          | RB Bragantino          | fine prestito |

| Cessioni         | Cessioni                | Cessioni      | Cessioni                 |
| R.               | Nome                    | a             | Modalità                 |
| ---------------- | ----------------------- | ------------- | ------------------------ |
| P                | Heorhij Buščan          | Al-Shabab     | definitivo (3 milioni €) |
| D                | Brayan Ceballos         | Fortaleza     | fine prestito            |
| D                | Navin Malyš             | Vorskla       | prestito                 |
| C                | Oleksandr Andrijevs'kyj |               | svincolato               |
| C                | Volodymyr Šepeljev      |               | svincolato               |
| Altre operazioni |                         |               |                          |
| R.               | Nome                    | a             | Modalità                 |
| A                | Gerson Rodrigues        | AVS           | prestito                 |
| A                | Vitinho                 | Internacional | prestito                 |

## Risultati

### Prem"jer-liha

#### Girone di andata
| Oleksandrija 4 dicembre 2024, ore 15:30 EET 1ª giornata | Oleksandrija     | 0 – 0 referto | Dinamo Kiev | CSC Nika Stadium (1 180 spett.)\| Arbitro: \| Romanov (Dnipro) \| |
| Arbitro:                                                | Romanov (Dnipro) |               |             |                                                                   |

| Arbitro: | Omel'čenko (Slov"jans'k) |

|           |           |                               |
| Šaraj 63’ | Marcatori | 16’ Šaparenko 44’ Bujal's'kij |

| Arbitro: | Kopijevs'kyyj (Kropyvnyc'kyj) |

|              |           |                                                   |
| Očeret'ko 1’ | Marcatori | 23’ Pichal'onok 58’ Vanat 90+2’ (rig.) Jarmolenko |

| Arbitro: | Novochatnij (Čerkasy) |

|                                            |           |           |
| Ceballos 33’ Kabajev 35’ Pichal'onok 90+1’ | Marcatori | 81’ Iyede |

| Arbitro: | Šandor (Leopoli) |

|                       |           |  |
| Jarmolenko 22’ (rig.) | Marcatori |  |

| Arbitro: | Blavac'kyj (Leopoli) |

|  |           |                             |
|  | Marcatori | 67’ Bujal's'kyj 78’ Braharu |

| Kiev 21 settembre 2024, ore 18:00 EEST 7ª giornata | Dinamo Kiev      | 0 – 0 referto | Ruch L'viv | Stadio Dynamo Lobanovs'kyj (1 789 spett.)\| Arbitro: \| Romanov (Dnipro) \| |
| Arbitro:                                           | Romanov (Dnipro) |               |            |                                                                             |

| Arbitro: | Kovalenko (Poltava) |

|  |           |                                          |
|  | Marcatori | 8’ Mychavko 62’ Bražko 90+1’ Rubčyns'kyj |

| Arbitro: | Balakin (Kiev) |

|                                       |           |                       |
| Rubčyns'kyj 5’ Bujal's'kyj 25’ (rig.) | Marcatori | 45+3’ (aut.) Mychavko |

| Arbitro: | Kopijevs'kyyj (Kropyvnyc'kyj) |

|                     |           |                                                              |
| Mychavko 52’ (aut.) | Marcatori | 11’ Šaparenko 21’ (rig.), 29’ Vanat 49’ Karavajev 73’ Bražko |

| Arbitro: | Balakin (Kiev) |

|               |           |                |
| Karavajev 87’ | Marcatori | 48’ Bondarenko |

| Arbitro: | Derevins'kyyj (Kiev) |

|                                              |           |                                  |
| Vanat 4’, 44’ Kabajev 25’ Šaparenko 39’, 73’ | Marcatori | 34’ Kyslenko 57’ (aut.) Mychavko |

| Arbitro: | Romanov (Dnipro) |

|                                 |           |              |
| Vanat 22’ Jarmolenko 27’ (rig.) | Marcatori | 87’ Huculjak |

| Arbitro: | Kozyrjac'kyyj (Zaporižžja) |

|                                           |           |             |
| Vanat 16’ Bujal's'kyj 69’ Rubčyns'kyj 88’ | Marcatori | 90+3’ Skyba |

| Arbitro: | Blavac'kyj (Leopoli) |

|                |           |           |
| Alefirenko 33’ | Marcatori | 5’ Bražko |

#### Girone di ritorno
| Arbitro: | Afanas'jev (Charkiv) |

|                          |           |  |
| Popov 36’ Vanat 42’, 55’ | Marcatori |  |

| Arbitro: | Šandor (Leopoli) |

|           |           |  |
| Vanat 23’ | Marcatori |  |

| Arbitro: | Balakin (Kiev) |

|                           |           |  |
| Mychajlenko 54’ Vanat 75’ | Marcatori |  |

| Arbitro: | Derevins'kyj (Kiev) |

|            |           |                 |
| Skljar 64’ | Marcatori | 16’ Bujal's'kyj |

| Arbitro: | Afanas'jev (Charkiv) |

|             |           |                                  |
| Jashari 49’ | Marcatori | 11’ Vivčarenko 89’ (aut.) Putrja |

| Arbitro: | Kopijevs'kyyj (Kropyvnyc'kyj) |

|                          |           |                          |
| Vanat 5’ Ponomarenko 72’ | Marcatori | 2’ Budkivs'kyj 9’ Jordan |

| Arbitro: | Kozyrjac'kyyj (Zaporižžja) |

|  |           |                           |
|  | Marcatori | 11’ Vanat 30’ Bujal's'kyj |

| Arbitro: | Blavac'kyj (Leopoli) |

|                              |           |  |
| Jarmolenko 44’ Šaparenko 47’ | Marcatori |  |

| Arbitro: | Balakin (Kiev) |

|  |           |                          |
|  | Marcatori | 35’ Jarmolenko 74’ Vanat |

| Arbitro: | Šandor (Leopoli) |

|                                                 |           |  |
| Jarmolenko 39’ Vanat 55’ (rig.) Bujal's'kyj 67’ | Marcatori |  |

| Arbitro: | Romanov (Dnipro) |

|                               |           |                         |
| Kevin 6’ (rig.) Eguinaldo 20’ | Marcatori | 56’ Vanat 90+3’ Kabajev |

| Arbitro: | Pančyšyn (Charkiv) |

|  |           |                                                               |
|  | Marcatori | 38’ (aut.) Dychtjaruk 40’ Šaparenko 55’ Mychajlenko 57’ Vanat |

| Žytomyr 9 maggio 2025, ore 18:00 EEST 28ª giornata | Polіssja Žytomyr | 0 – 0 referto | Dinamo Kiev | Stadio Centrale (Žytomyr) (4 800 spett.)\| Arbitro: \| Romanov (Dnipro) \| |
| Arbitro:                                           | Romanov (Dnipro) |               |             |                                                                            |

| Arbitro: | Paschal (Cherson) |

|               |           |                       |
| Choblenko 68’ | Marcatori | 54’ (rig.) Jarmolenko |

| Arbitro: | Blavac'kyj (Leopoli) |

|                 |           |             |
| Pichal'onok 31’ | Marcatori | 47’ Sydorov |

### Coppa di Ucraina
| Arbitro: | Afanas'jev (Charkiv) |

|           |           |                                |
| Iyede 26’ | Marcatori | 31’ (rig.) Guerrero 100’ Vanat |

| Arbitro: | Romanov (Dnipro) |

|  |           |                 |
|  | Marcatori | 43’ Pichal'onok |

| Arbitro: | Kozyrjac'kyyj (Zaporižžja) |

|            |           |                                                  |
| Bojčuk 23’ | Marcatori | 56’, 63’ Vološyn 72’ (rig.) Bražko 76’ Šaparenko |

| Arbitro: | Balakin (Kiev) |

|                                                  |                      |                                                           |
| Kauã Elias 64’                                   | Marcatori            | 44’ Jarmolenko                                            |
| Nazaryna Alisson Kevin Kauã Elias Ghram Krys'kiv | Tiri di rigore 6 – 5 | Vanat Bražko Pichal'onok Vivčarenko Mychajlenko Karavajev |

### Champions League

#### Qualificazioni
| Arbitro: | Dingert |

|                                                                                  |           |                          |
| Šaparenko 40’ Bražko 43’ Karavajev 45+1’ Kabajev 55’ Popov 83’ Pichal'onok 90+2’ | Marcatori | 22’ (rig.), 66’ Saldanha |

| Arbitro: | Barbu |

|  |           |                                                 |
|  | Marcatori | 17’ Jarmolenko 68’ (rig.) Vanat 90+3’ Karavajev |

| Arbitro: | Rumšas |

|                |           |               |
| Jarmolenko 38’ | Marcatori | 90+4’ Dessers |

| Arbitro: | Guida |

|  |           |                             |
|  | Marcatori | 82’ Pichal'onok 82’ Vološyn |

| Arbitro: | Schärer |

|  |           |                                  |
|  | Marcatori | 29’ D. Nene 50’ (rig.) Kjærgaard |

| Arbitro: | Meler |

|            |           |           |
| Daghim 12’ | Marcatori | 29’ Vanat |

### Europa League

#### Fase campionato
| Arbitro: | Sidīropoulos |

|  |           |                              |
|  | Marcatori | 5’, 35’ Dia 34’ Dele-Bashiru |

| Arbitro: | Stavrev |

|                 |           |  |
| Hložek 22’, 60’ | Marcatori |  |

| Arbitro: | Gözübüyük |

|                   |           |  |
| Dovbyk 23’ (rig.) | Marcatori |  |

| Arbitro: | Al-Hakim |

|  |           |                                                 |
|  | Marcatori | 54’, 67’ B. Varga 56’ Zachariassen 76’ Saldanha |

| Arbitro: | Godinho |

|               |           |                    |
| Kabajev 90+5’ | Marcatori | 55’ Vydra 90’ Šulc |

| Arbitro: | Osmers |

|                               |           |  |
| Oyarzabal 19’, 33’ Becker 24’ | Marcatori |  |

| Arbitro: | Tohver |

|                                               |           |                               |
| Sánchez 6’ A. Bardakcı 21’ Osimhen 53’ (rig.) | Marcatori | 44’ Vanat 68’, 81’ Jarmolenko |

| Arbitro: | Grinfeeld |

|                 |           |  |
| Pichal'onok 76’ | Marcatori |  |

## Statistiche

### Statistiche di squadra
| Competizione     | Punti | In casa | In casa | In casa | In casa | In casa | In casa | In trasferta | In trasferta | In trasferta | In trasferta | In trasferta | In trasferta | Totale | Totale | Totale | Totale | Totale | Totale | DR  |
| Competizione     | Punti | G       | V       | N       | P       | Gf      | Gs      | G            | V            | N            | P            | Gf           | Gs           | G      | V      | N      | P      | Gf     | Gs     | DR  |
| ---------------- | ----- | ------- | ------- | ------- | ------- | ------- | ------- | ------------ | ------------ | ------------ | ------------ | ------------ | ------------ | ------ | ------ | ------ | ------ | ------ | ------ | --- |
| Prem"jer-liha    | 70    | 15      | 11      | 4       | 0       | 31      | 10      | 15           | 9            | 6            | 0            | 30           | 9            | 30     | 20     | 10     | 0      | 61     | 19     | +42 |
| Coppa di Ucraina | -     | -       | -       | -       | -       | -       | -       | 3            | 3            | 0            | 0            | 7            | 2            | 4      | 3      | 1      | 0      | 8      | 3      | +5  |
| Champions League | -     | 3       | 1       | 1       | 1       | 7       | 5       | 3            | 2            | 1            | 0            | 6            | 1            | 6      | 3      | 2      | 1      | 13     | 6      | +7  |
| Europa League    | 4     | 4       | 1       | 0       | 3       | 2       | 9       | 4            | 0            | 1            | 3            | 3            | 9            | 8      | 1      | 1      | 6      | 5      | 18     | -13 |
| Totale           | -     | 22      | 13      | 5       | 4       | 40      | 24      | 25           | 14           | 8            | 3            | 46           | 21           | 48     | 27     | 14     | 7      | 87     | 46     | +41 |

### Andamento in campionato
| Giornata  | 1 | 2 | 3 | 4 | 5 | 6 | 7 | 8 | 9 | 10 | 11 | 12 | 13 | 14 | 15 | 16 | 17 | 18 | 19 | 20 | 21 | 22 | 23 | 24 | 25 | 26 | 27 | 28 | 29 | 30 |
| --------- | - | - | - | - | - | - | - | - | - | -- | -- | -- | -- | -- | -- | -- | -- | -- | -- | -- | -- | -- | -- | -- | -- | -- | -- | -- | -- | -- |
| Luogo     | T | T | T | C | C | T | C | T | C | T  | C  | C  | C  | C  | T  | C  | C  | C  | T  | T  | C  | T  | C  | T  | C  | T  | T  | T  | T  | C  |
| Risultato | N | V | V | V | V | V | N | V | V | V  | N  | V  | V  | V  | N  | V  | V  | V  | N  | V  | N  | V  | V  | V  | V  | N  | V  | N  | N  | N  |
| Posizione | 9 | 7 | 3 | 7 | 5 | 2 | 1 | 1 | 1 | 1  | 1  | 1  | 1  | 1  | 1  | 1  | 1  | 1  | 1  | 1  | 1  | 1  | 1  | 1  | 1  | 1  | 1  | 1  | 1  | 1  |

Legenda:

Luogo: C = Casa; T = Trasferta. Risultato: V = Vittoria; N = Pareggio; P = Sconfitta.

### Statistiche dei giocatori
In corsivo i calciatori ceduti durante la stagione
| Giocatore        | Prem"jer-liha | Prem"jer-liha | Prem"jer-liha | Prem"jer-liha | Coppa di Ucraina | Coppa di Ucraina | Coppa di Ucraina | Coppa di Ucraina | Champions League | Champions League | Champions League | Champions League | Europa League | Europa League | Europa League | Europa League | Totale   | Totale | Totale      | Totale     |
| Giocatore        | Presenze      | Reti          | Ammonizioni   | Espulsioni    | Presenze         | Reti             | Ammonizioni      | Espulsioni       | Presenze         | Reti             | Ammonizioni      | Espulsioni       | Presenze      | Reti          | Ammonizioni   | Espulsioni    | Presenze | Reti   | Ammonizioni | Espulsioni |
| ---------------- | ------------- | ------------- | ------------- | ------------- | ---------------- | ---------------- | ---------------- | ---------------- | ---------------- | ---------------- | ---------------- | ---------------- | ------------- | ------------- | ------------- | ------------- | -------- | ------ | ----------- | ---------- |
| O. Andrijevs'kyj | 7             | 0             | 2             | 0             | 1                | 0                | 0                | 0                | 2                | 0                | 0                | 0                | 3             | 0             | 0             | 0             | 13       | 0      | 2           | 0          |
| K. Bilovar       | 17            | 0             | 1             | 0             | 2                | 0                | 0                | 0                | 3                | 0                | 1                | 0                | 7             | 0             | 1             | 0             | 29       | 0      | 3           | 0          |
| M. Braharu       | 15            | 0             | 2             | 0             | 2                | 0                | 0                | 0                | 4                | 0                | 0                | 0                | 3             | 0             | 1             | 1             | 24       | 0      | 3           | 1          |
| V. Bražko        | 21            | 3             | 4             | 0             | 4                | 1                | 0                | 0                | 5                | 1                | 1                | 0                | 6             | 0             | 2             | 0             | 36       | 5      | 7           | 0          |
| V. Bujal's'kyj   | 29            | 7             | 0             | 0             | 3                | 0                | 0                | 0                | 4                | 0                | 0                | 0                | 4             | 0             | 0             | 0             | 40       | 7      | 0           | 0          |
| H. Buščan        | 16            | -10           | 1             | 0             | 0                | -0               | 0                | 0                | 6                | -4               | 0                | 0                | 5             | -14           | 0             | 0             | 27       | -28    | 1           | 0          |
| B. Ceballos      | 3             | 1             | 1             | 0             | 0                | 0                | 0                | 0                | 0                | 0                | 0                | 0                | 1             | 0             | 0             | 0             | 4        | 1      | 1           | 0          |
| M. Djačuk        | 8             | 0             | 1             | 0             | 3                | 0                | 1                | 0                | 2                | 0                | 0                | 0                | 1             | 0             | 0             | 0             | 14       | 0      | 2           | 0          |
| V. Dubinčak      | 21            | 0             | 4             | 0             | 2                | 0                | 2                | 0                | 4                | 0                | 2                | 0                | 4             | 0             | 2             | 1             | 31       | 0      | 10          | 1          |
| E. Guerrero      | 17            | 0             | 0             | 0             | 3                | 1                | 0                | 0                | -                | -                | -                | -                | 7             | 0             | 0             | 0             | 27       | 1      | 0           | 0          |
| A. Jarmolenko    | 21            | 7             | 3             | 0             | 3                | 1                | 1                | 0                | 6                | 2                | 0                | 0                | 3             | 2             | 0             | 0             | 33       | 12     | 4           | 0          |
| V. Kabajev       | 30            | 3             | 3             | 0             | 4                | 0                | 0                | 0                | 6                | 1                | 0                | 0                | 8             | 1             | 1             | 0             | 48       | 5      | 4           | 0          |
| O. Karavajev     | 17            | 2             | 0             | 0             | 3                | 0                | 0                | 0                | 5                | 2                | 0                | 0                | 4             | 0             | 0             | 0             | 29       | 4      | 0           | 0          |
| J. Lonwijk       | 2             | 0             | 0             | 0             | -                | -                | -                | -                | 4                | 0                | 0                | 0                | -             | -             | -             | -             | 6        | 0      | 0           | 0          |
| V. Lučkevyč      | 2             | 0             | 0             | 0             | 1                | 0                | 0                | 0                | -                | -                | -                | -                | -             | -             | -             | -             | 3        | 0      | 0           | 0          |
| N. Malyš         | 1             | 0             | 0             | 0             | 1                | 0                | 0                | 0                | 1                | 0                | 0                | 0                | 0             | 0             | 0             | 0             | 3        | 0      | 0           | 0          |
| V. Morhun        | 1             | -1            | 0             | 0             | 2                | -1               | 0                | 0                | 0                | -0               | 0                | 0                | 0             | -0            | 0             | 0             | 3        | -2     | 0           | 0          |
| M. Mychajlenko   | 21            | 2             | 1             | 0             | 2                | 0                | 1                | 0                | 2                | 0                | 0                | 0                | 5             | 0             | 1             | 0             | 30       | 2      | 3           | 0          |
| T. Mychavko      | 26            | 1             | 1             | 0             | 2                | 0                | 0                | 0                | 4                | 0                | 1                | 0                | 7             | 0             | 2             | 0             | 39       | 1      | 4           | 0          |
| R. Neščeret      | 13            | -8            | 0             | 0             | 2                | -2               | 0                | 0                | 0                | -0               | 0                | 0                | 3             | -4            | 0             | 0             | 18       | -14    | 0           | 0          |
| O. Pichal'onok   | 19            | 3             | 2             | 0             | 3                | 1                | 0                | 0                | 6                | 2                | 0                | 0                | 5             | 1             | 1             | 0             | 33       | 7      | 3           | 0          |
| M. Ponomarenko   | 2             | 1             | 1             | 0             | 1                | 0                | 0                | 0                | 0                | 0                | 0                | 0                | 2             | 0             | 1             | 0             | 5        | 1      | 2           | 0          |
| D. Popov         | 21            | 1             | 6             | 1             | 3                | 0                | 0                | 0                | 6                | 1                | 1                | 0                | 5             | 0             | 0             | 0             | 35       | 2      | 7           | 1          |
| V. Rubčyns'kyj   | 21            | 3             | 2             | 0             | 3                | 0                | 1                | 0                | 0                | 0                | 0                | 0                | 6             | 0             | 1             | 0             | 30       | 3      | 4           | 0          |
| V. Suprjaha      | 2             | 0             | 0             | 0             | -                | -                | -                | -                | 3                | 0                | 0                | 0                | -             | -             | -             | -             | 5        | 0      | 0           | 0          |
| R. Salenko       | 2             | 0             | 0             | 0             | 0                | 0                | 0                | 0                | 0                | 0                | 0                | 0                | 2             | 0             | 0             | 0             | 4        | 0      | 0           | 0          |
| M. Šaparenko     | 23            | 6             | 3             | 0             | 3                | 1                | 1                | 0                | 6                | 0                | 1                | 0                | 6             | 0             | 3             | 0             | 38       | 7      | 8           | 0          |
| V. Šepeljev      | 0             | 0             | 0             | 0             | 0                | 0                | 0                | 0                | 0                | 0                | 0                | 0                | 1             | 0             | 0             | 0             | 1        | 0      | 0           | 0          |
| Á. Torres        | 0             | 0             | 0             | 0             | 0                | 0                | 0                | 0                | -                | -                | -                | -                | -             | -             | -             | -             | 0        | 0      | 0           | 0          |
| O. Tymčyk        | 20            | 0             | 0             | 0             | 2                | 0                | 0                | 0                | 2                | 0                | 0                | 0                | 5             | 0             | 1             | 0             | 29       | 0      | 1           | 0          |
| V. Vanat         | 28            | 17            | 3             | 0             | 3                | 1                | 1                | 0                | 6                | 2                | 1                | 0                | 8             | 1             | 0             | 0             | 45       | 21     | 5           | 0          |
| K. Vivčarenko    | 18            | 1             | 3             | 0             | 4                | 0                | 0                | 0                | 2                | 0                | 0                | 0                | 5             | 0             | 1             | 0             | 29       | 1      | 4           | 0          |
| N. Vološyn       | 24            | 0             | 0             | 0             | 4                | 2                | 0                | 0                | 6                | 1                | 0                | 0                | 6             | 0             | 0             | 0             | 40       | 3      | 0           | 0          |